# Wayne Grudem
Wayne A. Grudem (Chippewa Falls, Wisconsin, Estados Unidos, 11 de fevereiro de 1948) é um teólogo, missionário, escritor, erudito bíblico e pregador calvinista estadunidense conhecido por ser o co-fundador do Conselho de masculinidade e feminilidade bíblicas e por seu desempenho como editor geral da ESV Study Bible.

## Biografia
Wayne A. Grudem nasceu em Chippewa Falls, Wisconsin, Estados Unidos, em 11 de fevereiro de 1948. Quando criança, frequentou a Primeira Igreja Batista em Eau Claire, Wisconsin, é bacharel em economia pela Universidade de Harvard, um Mestrado em Divindade e um título de Doutor de Divindade pelo Seminário Teológico de Westminster e um PhD em estudos do Novo Testamento da Universidade de Cambridge.
Em 2001, Grudem tornou-se professor de investigação de teologia e estudos bíblicos no Seminário de Phoenix. Antes de disso, lecionou por 20 anos na Trinity Evangelical Divinity School,  onde foi chefe do departamento de teologia bíblica e sistemática.
Grudem serviu no comitê que supervisionou a tradução da Bíblia para a Versão Padrão em inglês, e de 2005 a 2008 atuou como editor geral da ESV Study Bible de 2,1 milhões de palavras (que foi nomeada o Livro Cristão do Ano de 2009" pela Evangelical Christian Publishers Association). Em 1999, foi presidente da Sociedade Teológica Evangélica. Grudem anunciou que foi diagnosticado com a doença de Parkinson em 22 de dezembro de 2015.
Em 28 de julho de 2016, Grudem ublicou um artigo de opinião no Townhall chamado "Why Voting for Donald Trump Is a Morally Good Choice".  Em 9 de outubro, o artigo foi retirado e substituído por outro intitulado "El carácter moral de Trump y la elección".  El 19 de octubre, se restableció el artículo original y se publicó otro, titulado "If You Don't Like Either Candidate, Then Vote for Trump's Policies".  Grudem apoiou a reeleição de Donald Trump em 2020.

## Teologia
É autor de vários livros, incluindo Systematic Theology: An Introduction to Biblical Doctrine, que defende uma soteriologia calvinista, a inspiração verbal plenária e a inerrância da Bíblia, o batismo de crentes, uma forma de governo eclesiástico de presbíteros plurais. E o ponto complementar de vista. das relações de gênero. Systematic Theology é um livro didático de teologia de grande influência que vendeu centenas de milhares de cópias. Grudem mantém crenças carismáticas não atribuídas e foi uma vez um apoiador qualificado do Movimento Vineyard e um apologista e porta-voz da reunificação de igrejas evangélicas, reformadas e carismáticas.
Em seu método teológico, Grudem tem como objetivo compilar o que toda a Bíblia sobre um tema determinado. Aplicou essa abordagem em sua Teologia Sistemática e agora o fez mais recentemente na Ética Cristã. Grudem descreve a tarefa de reunir versículos e passagens da Bíblia na analogia de um "quebra-cabeça". Essa maneira de exibir as escrituras foi criticada. Carl Braatan, um luterano ecumênico, argumenta que Grudem “acumula textos de prova bíblica com um alegre desprezo pela erudição crítica”; seu “método é cativo da noção fundamentalista de que o cânone dos textos bíblicos e sua interpretação podem ser separados da comunidade que determinou primeiro a canonicidade”.

### Gênero
Grudem é co-fundador e ex-presidente do Conselho sobre Masculinidade e Feminilidade Bíblica. Também editou (com John Piper)  Recovering Biblical Manhood and Womanhood (que foi nomeado “Livro do Ano” pelo Christianity Today em 1992).
Todas as pesquisas de Grudem sobre questões relacionadas ao gênero estão agora contidas em sua principal obra de referência Evangelical Feminism and Biblical Truth: An Analysis of More Than One Hundred Disputed Questions (Multnomah, 2004; Crossway, 2012).

## Obras
Nos últimos anos, as publicações de Grudem enfocaram a aplicação dos ensinamentos éticos da Bíblia a áreas mais amplas da cultura, incluindo governo e economia.

### Livros
- Grudem, Wayne (1982). The Gift of Prophecy in 1 Corinthians (em inglês). Washington, DC: University Press of America. ISBN 978-0-81912083-0. OCLC 7975367
- ——— (1988). The Gift of Prophecy in the New Testament and Today (em inglês). Westchester, IL: Crossway Books. ISBN 978-0-89107495-3. OCLC 21874389
- ——— (1988). 1 Peter: An Introduction and Commentary. Col: Tyndale New Testament Commentaries (em inglês). 17. Downers Grove, IL: InterVarsity Press. ISBN 978-0-83082996-5. OCLC 836536171
- ——— (1994). Systematic Theology: An Introduction to Biblical Doctrine (em inglês). Leicester, England & Grand Rapids, MI: Inter-Varsity Press & Zondervan. ISBN 978-0-95840603-1. OCLC 1036867839
- ——— (1999).  Purswell, Jeff, ed. Bible Doctrine: Essential Teachings of the Christian Faith (em inglês). Grand Rapids, MI: Zondervan. ISBN 978-0-31022233-0. OCLC 39523561  A condensed version of Systematic Theology.
- ———; Poythress, Vern S. (2000). The Gender-Neutral Bible Controversy: Muting the Masculinity of God's Words (em inglês). Nashville, TN: Broadman & Holman. ISBN 978-0-80542441-6. OCLC 44413980
- ——— (2003). Business for the Glory of God: The Bible's Teaching on the Moral Goodness of Business (em inglês). Wheaton, IL: Crossway Books. ISBN 978-1-58134517-9. OCLC 53131744
- ——— (2004). Evangelical Feminism and Biblical Truth: An Analysis of More Than One Hundred Disputed Questions (em inglês). Sisters, OR: Multnomah Publishers. ISBN 978-1-57673840-5. OCLC 54897906.  Second edition Crossway, 2012.
- ———; Poythress, Vern S. (2004). The TNIV and the Gender-Neutral Bible Controversy (em inglês). Nashville, TN: Broadman & Holman. ISBN 978-0-80543193-3. OCLC 57320504
- ———; Grudem, Elliot (2005). Christian Beliefs: Twenty Basics Every Christian Should Know (em inglês). Grand Rapids, MI: Zondervan. ISBN 978-0-31025599-4. OCLC 60743141  Revised and condensed edition of Bible Doctrine.
- ———; Thacker, Jerry (2005). Why Is My Choice of a Bible Translation So Important? (em inglês). [S.l.]: The Council on Biblical Manhood and Womanhood. ISBN 978-0-97739680-1
- ——— (2006). Evangelical Feminism: A New Path to Liberalism? (em inglês). Wheaton, IL: Crossway Books. ISBN 978-1-58134734-0. OCLC 65537846
- ——— (2010). Politics According to the Bible: A Comprehensive Resource for Understanding Modern Political Issues in Light of Scripture (em inglês). Grand Rapids, MI: Zondervan. ISBN 978-0-31033029-5. OCLC 555625189
- ——— (2010). Countering the Claims of Evangelical Feminism: Over 40 Biblical Responses (em inglês). [S.l.]: Crown Publishing. ISBN 978-0-30756215-9
- ——— (2012). Voting as a Christian: The Economic and Foreign Policy Issues (em inglês). Grand Rapids, MI: Zondervan. ISBN 978-0-31049603-8  Condensed extract from Politics — According to the Bible.
- ——— (2012). Voting as a Christian: The Social Issues (em inglês). Grand Rapids, MI: Zondervan. ISBN 978-0-310-49602-1  Condensed extract from Politics — According to the Bible
- ———; Asmus, Barry (2013). The Poverty of Nations: A Sustainable Solution (em inglês). Wheaton, IL: Crossway Books. ISBN 978-1-43353911-4. OCLC 828143277
- ——— (2016). "Free Grace" Theology: 5 Ways It Diminishes the Gospel (em inglês). Wheaton, IL: Crossway Books. ISBN 978-1-4335-5114-7
- ———; Piper, John (2016). Fifty Crucial Questions: An Overview of Central Concerns About Manhood and Womanhood (em inglês). Wheaton, IL: Crossway Books. ISBN 978-1-43355184-0
- ———; Moreland, J.P.; Meyer, Stepen C.; Shaw, Christopher; Gauger, Ann K. (2017). Theistic Evolution: A Scientific, Philosophical, and Theological Critique (em inglês). Wheaton, IL: Crossway Books. ISBN 978-1-43355286-1
- ——— (2018). Christian Ethics: An Introduction to Biblical Moral Reasoning (em inglês). Wheaton, IL: Crossway Books. ISBN 978-1-43354965-6

### Como editor
- Grudem, Wayne; Piper, John, eds. (1991). Recovering Biblical Manhood and Womanhood: A Response to Evangelical Feminism (em inglês). Wheaton, IL: Crossway Books. ISBN 9780891075868. OCLC 22629898
- Grudem, Wayne, ed. (1996). Are Miraculous Gifts for Today?: four views (em inglês). Grand Rapids, MI: Zondervan. ISBN 9780310201557. OCLC 34691457
- Grudem, Wayne; Rainey, Dennis, eds. (2003). Pastoral Leadership for Manhood and Womanhood. Col: Foundations for the Family (em inglês). 4. Wheaton, IL: Crossway Books. ISBN 9781433516313
- Grudem, Wayne; Collins, C. John; Schreiner, Thomas R., eds. (2012). Understanding Scripture: an overview of the Bible's origin, reliability, and meaning (em inglês). Wheaton, IL: Crossway Books. ISBN 9781433529993. OCLC 746833655
- Grudem, Wayne; Collins, C. John; Schreiner, Thomas R., eds. (2012). Understanding the big picture of the Bible : a guide to reading the Bible well (em inglês). Wheaton, IL: Crossway Books. ISBN 9781433531620. OCLC 767974206

### Artigos e capítulos
- ——— (1985). «Does kephalē ('head') mean 'source' or 'authority over' in Greek literature? - a survey of 2,336 examples». In:  Knight III, George W. The Role Relationship of Men and Women: New Testament teaching (em inglês). Chicago, IL: Moody Press. ISBN 9780802473691. OCLC 11785448
- ——— (2012). «Biblical Evidence for the Eternal Submission of the Son to the Father» (PDF). In:  Dennis W. Jowers; H. Wayne House. The New Evangelical Subordinationism? Perspectives on the Equality of God the Father and God the Son (em inglês). [S.l.: s.n.] pp. 223–261. ISBN 978-1-60899-852-4
- ——— (2012). «The English Standard Version (ESV)». In:  Köstenberger, Andreas J.; Croteau, David A. Which Bible Translation Should I Use?: A Comparison of 4 Major Recent Versions (em inglês). Nashville, TN: B&H Publishing Group. ISBN 9781433676468

### Cursos em vídeo
- Christian Beliefs DVD Discipleship Course

### Periódicos
- Biblical Foundations for Manhood and Womanhood (editor)